# جنود الجورخا
جنود الجورخا هم أصحاب تاريخ طويل بالعمل في الجيوش الغربية منذ الحرب الإنكليزية النيبالية في عام 1814 وحتى اليوم. استغلتهم شركة الهند الشرقية البريطانية وجيش الاستعمار البريطاني لضرب حركات المقاومة والتمرد في الهند وفي احتلال كثير من الدول الأخرى وقمع ثورات شعوبها.
ولا يزال لهم لواء، يعتبر أحد أهم ألوية الجيش البريطاني، باسم «لواء الجورخا»، يتميزون بالانضباط والولاء التام والطاعة العمياء للقيادة. يعملون ويدافعون ويحرسون ويقاتلون بحسب عقود ورواتب، ومن يوفر العقد الأفضل والراتب الأكبر فسينال الخدمات من دون شك، وتستخدمهم جيوش العالم وشركات الأمن في المناطق الخطرة، مثل العراق وأفغانستان وغيرهما، وتستخدمهم البحرية الأميركية في قاعدتها في البحرين، بالإضافة إلى دورهم في تشكيل قوة حراسة سلطان بروناي.